# 크라마토르스크역 미사일 공격
크라마토르스크역 미사일 공격은 2022년 4월 8일 오전 10시 30분경 러시아 연방군이 우크라이나 크라마토르스크 크라마토르스크역에서 피난민을 목표로 한 미사일 공격이다. 전술탄도 미사일 시스템 OTR-21 토치카에서 발사된 클러스터 폭탄을 탑재한 2발의 미사일에 의해 공격받았다. 적어도 52명이 사망하고, 87명에서 400명 정도가 부상을 입었다.